# Циметбаум, Мала
Малка Циметбаум (Malka Zimetbaum), также известная как «Мала Циметбаум» или «Мала Бельгийская» (26 января 1918 — 15 сентября 1944) — бельгийка польско-еврейского происхождения, известная своим побегом из концлагеря Аушвиц-Биркенау и трагической казнью. Она была первой женщиной, сбежавшей из Освенцима.

## Биография

### Ранняя жизнь
Мала Циметбаум родилась в польском Бжеско и была самой младшей из пяти детей торговца Пинхаса Циметбаума и его жены Хаи. Когда ей было десять лет, семья переехала в Бельгию и осела в Антверпене. В детстве она преуспевала в математике и языках — Мала выучила нидерландский, французский, немецкий (до рождения Малы её родители какое-то время жили в Германии, поэтому её семья часто использовала этот язык в домашних условиях) и английский языки. После того как её отец, работая на алмазной фабрике, испортил зрение и потерял работу, то финансовое положение семьи пошатнулось, из-за чего Мала бросила школу. Она пошла работать швеёй в большом доме моды Антверпена (в этот период она заинтересовалась сионизмом и присоединилась к еврейской молодежной организации «Ханоар-Хациони»), а через какое-то время, благодаря знанию иностранных языков, устроилась на работу секретаршей в администрацию одной американской компании.

### Вторая мировая война
После немецкой оккупации Бельгии в мае 1940 года фирма, в которой работала Мала, была распущена. Мале было предложено вместе с начальством уехать в США, но она не захотела бросать родителей. В декабре 1940 года Мала Циметбаум была внесена в официальный реестр евреев. В 1942 году её брат был отправлен на принудительные работы, но сумел сбежать с одной из их сестёр. В попытке найти укрытие для семьи в Брюсселе, Мала была арестована 22 июля 1942 года во время рейда на центральном вокзале Антверпена.
Сначала ее доставили в форт Бреендонк, откуда через пять дней переправили в транзитный лагерь Мехелен. Там Малу определили на работу в администрацию, где она занималась регистрацией прибывающих заключённых. Используя свои служебные возможности, Мала передавала за периметр лагеря послания и вещи от заключённых их семьям. Ей также удалось вносить коррективы в списке арестованных, которых готовили к дальнейшей депортации (она по возможности исключала из них детей).
Но 15 сентября 1942 года сама Мала в составе 1048 заключённых была депортирована в Освенцим. Из этого числа, включая саму Малу, 230 мужчин и 101 женщина сумели пройти отборочную селекцию по прибытии и Мала, под номером 19880, была отправлена в женский комплекс Биркенау. Там ей дали работы посыльной и, учтя её знание языков, переводчика — благодаря этому она могла свободно перемещаться по территории лагеря и внимательно изучить его структуру.
Выжившие узники потом рассказывали, что Мала, в отличие от большинства других узников с такой же привилегией, никогда не злоупотребляла своим положением и помогала людям всем, чем могла — она доставала еду, одежду и лекарства, и устраивала обмен вещами между родственниками, которых распределили в разные бараки. Ей также было доверено определение вида работ заключённым, которых выписывали из лазарета, — Мала старалась самых слабых отправлять на самые лёгкие работы. Её статус позволял ей заранее узнавать, когда в лазарете должны были провести очередную селекцию, и она успевала предупредить самых больных заключённых, чтобы те симулировали, что они якобы здоровы. Мала имела доступ к отборочным спискам узников, в которых заменяла номера живых узников на номера уже умерших. Когда ей было разрешено отправить отцензурированное письмо родным, то Мала зашифровала его таким образом, что лагерная цензура ничего не заметила, в то время как её семья всё поняла.    
В конце 1943 или начале 1944 года Мала познакомилась с узником, 21-летним Эдуардом Галинским (род. 10 мая 1923 года). Эдуард, в отличие от Малы, был политзаключённым (прибыл 14 июня 1940 года, номер 531) и работал слесарем в лагере. Хотя он был моложе её, у них возник тайный роман, который в значительной степени обходился без близости и зависел от поддержки их сокамерников. Однажды Мала даже умудрилась подарить Эдуарду её портрет мелком, который сделала её подруга Зофья Степьен (портрет сохранился и сегодня находится в музее Освенцима).
В начале 1944 года Эдуард и другой заключённый, Веслав Килар, решили бежать и Мала попросила, чтобы они забрали её с собой, но Веслав считал, что втроём им не удастся сбежать. План состоял в том, что Эдуард и Веслав должны были переодеться эсэсовцами (форму и оружие им предоставил роттенфюрер Эдвард Любуш) и в таком виде выйти за ворота лагеря. План провалился, когда Веслав потерял свою пару штанов. В итоге в план внесли коррективы: Эдуард выведет за ворота Малу под видом мужчины якобы для работ снаружи (установка умывальника), после чего они свяжутся с местным жителем, который работал в лагере, и через него тайком вернут форму в Освенцим, чтобы Веслав повторил ту же операцию. В план побега были посвящены трое посыльных, с которыми Мала жила в одном бараке, и её родственница Гиза Вайсблюм, которые помогли ей достать карту, гражданскую одежду и пропуск.
24 июня 1944 года (этот день был выбран, потому что это была суббота и поэтому у ворот было меньше охраны) Эдуард и Мала вышли за ворота Освенцима. Поверх тюремной робы Мала надела рабочий мужской комбинезон, а голову прикрыла умывальником. Когда они отошли на достаточное расстояние, то Мала переоделась в гражданскую одежду, и они с Эдуардом изображали эсэсовца и его гражданскую любовницу. Им не удалось войти в контакт с местными, которые работали в лагере, поэтому им не удалось переправить обратно форму. Их отсутствие было замечено в тот же вечер.
Некоторые очевидцы утверждали, что Мала унесла из лагеря с собой списки депортированных, чтобы рассказать общественности правду про Освенцим.

### Арест и смерть
Дата и обстоятельства ареста пары остались доподлинно неизвестны, как и остались доподлинно неизвестны даты и обстоятельства их смерти.
По одним сведениям пара была арестована в соседнем городе, когда Мала попыталась купить хлеба на вынесенные из лагеря украшения (согласно этой версии, Эдуард рядом не присутствовал, но всё видел в отдалении и в итоге решил выдать себя, чтобы не расставаться с Малой). Другая самая распространённая версия гласит, что пару арестовали 6 июля 1944 года в Бескидских горах, когда они пытались пересечь польско-словацкую границу, и на следующий день их опознали в полицейском участке Бельско-Бяла.
Пару вернули в Освенцим и поместили в разные одноместные камеры в Блоке 11 — лагерной тюрьме для казней и пыток. После допросов их обоих приговорили к смертной казни через повешенье. В ожидании казни Мала и Эдуард сумели через охранника передавать друг другу записки. Иногда Эдуард, когда его выводили на прогулку, вставал у окна, как ему казалось, камеры Малы и пел итальянскую арию.
Никаких документов относительно их казни в данный момент не найдено, поэтому точная дата смерти осталась неизвестна. Различные источники приводят разные даты, начиная с середины июля и по 22 сентября 1944 года. Наиболее вероятными датами являются 22 августа или 15 сентября 1944 года. Обе казни были проведены публично в назидание другим узникам.
Обстоятельства казни Эдуарда, в целом, хорошо установлены. Его повесили вместе с ещё пятью другими узниками, причём, по воспоминаниям очевидцев, Эдуард попытался сам просунуть голову в петлю, чтобы не дать этого сделать нацистам, но его остановили. Его последними словами были «Да здравствует Польша». К ярости охранников, после смерти Эдуарда другие заключённые сняли головные уборы в знак уважения.
Касаемо Малы, доподлинно известно, что когда её вели на эшафот, то она перерезала вены на руках лезвием от бритвы, которое до этого прятала в волосах. Рассказы о том, что произошло дальше, разнятся. Одни очевидцы рассказывали, что она сказала, что скоро их освободят. Другие говорили, что один из охранников пытался отнять у неё лезвие, и тогда она начала его бить по лицу, стараясь, чтобы на него попала её кровь, после чего якобы крикнула: «Я умру героиней, а вы сдохнете как собаки». Третьи утверждали, что она призывала других заключённых к восстанию, утверждая, что это стоит того, чтобы рисковать жизнью, и что если они умрут, пытаясь это сделать, то это будет лучше, чем их нынешнее положение в лагере.
Малу сильно избили, после чего начальница Биркенау Мария Мандель сообщила, что из Берлина пришёл приказ сжечь Малу заживо в лагерном крематории. Малу отправили в лазарет, где врачи старались как можно слабее подлечить её раны в надежде, что она умрёт от кровопотери. Мала тогда сказала собравшимся там заключённым, что «день расплаты близок». Когда её повезли на тележке в крематорий, то она сказала, что у неё была возможность спастись, но она решила не делать этого, потому что хотела следовать только тому, во что верила. Далее рассказы очевидцев снова разнятся и сходятся лишь в том, что Малу кремировали уже посмертно: по одной версии она всё-таки умерла от кровопотери, по другой версии кто-то из эсэсовцев застрелил её из жалости.
Информация о Циметбаум стала достоянием общественности в официальных показаниях г-жи Раи Каган, данных ей 8 июня 1961 года во время 70-й сессии суда над Адольфом Эйхманом в Иерусалиме.
После Второй мировой войны мало что известно о выживших членах семьи Малы. Братья и сёстры Циметбаум, Гитла, Марджем и Соломон Рубин, пережили нацистский Холокост. Также известно, что Гитла эмигрировала и умерла в Эквадоре.